# Шавлов, Артур Леонард
Артур Леонард Ша́влов (англ. Arthur Leonard Schawlow; 5 мая 1921 — 28 апреля 1999) — американский физик, лауреат Нобелевской премии по физике (1981).

## Биография
Родился в 1921 году в Маунт-Вернон, в семье Артура (Саши) Леонарда Шавлова и Хелен Мэйсон (1890—1972). Отец — еврейский эмигрант из Риги (тогда Лифляндская губерния, 1916), мать — протестантка канадского происхождения (Пемброк). У него была старшая сестра Роузмэри (в замужестве Вольф, 1919—2004).
В 1924 году семья переехала к родителям матери в Торонто. Окончил Университет Торонто (1942). В 1949—1951 гг. работал в Колумбийском университете, в 1951—1961 гг. — в Bell Labs. В 1961—1991 гг. — профессор Стэнфордского университета. В 1951 году женился на Аурелии Таунс, младшей сестре своего коллеги Чарлза Таунса.
Работы относятся к микроволновой и оптической спектроскопии, квантовой электронике, лазерной спектроскопии. В 1958 совместно с Ч. Таунсом предложил принцип работы лазера и независимо от A.M. Прохорова и P. Дикке идею использования в качестве резонатора в лазерах инфракрасного и светового диапазонов интерферометра Фабри — Перо. В 1959 г. выдвинул идею применения кристалла искусственного рубина как рабочего вещества лазера. Работами по лазерным кристаллам (1960—1961 гг.) положил начало лазерной спектроскопии.
С 1970-х годов основные исследования по нелинейной лазерной спектроскопии высокого разрешения. В 1974 г. независимо от H. Бломбергена впервые экспериментально наблюдал узкие двухфотонные резонансы, что привело к разработке двухфотонной бездоплеровской спектроскопии. В 1975 г. рассмотрел возможность радиационного охлаждения частиц до сверхнизких температур. Предложил ряд методов лазерной спектроскопии сверхвысокого разрешения, в частности внутридоплеровскую двухфотонную оптогальваническую спектроскопию (1979 г.), поляризационно-интермодуляционный метод (1981 г.) и другие.

## Награды и признание
- 1962 — Медаль Стюарта Баллантайна
- 1963 — Медаль Юнга[англ.]
- 1964 — Премия Морриса Либманна
- 1970 — Премия памяти Рихтмайера
- 1976 — Медаль Фредерика Айвса
- 1977 — Премия Маркони
- 1981 — Нобелевская премия по физике совместно с Николасом Бломбергеном, «За вклад в развитие лазерной спектроскопии»
- 1991 — Национальная медаль науки США

Член Национальной академии наук США (1970). Президент Американского физического общества (1981), президент Оптического общества Америки (1975). В его честь названы Премия Артура Шавлова по лазерной физике Американского физического общества и Премия Артура Шавлова Лазерного института Америки.